# Джохор Дарул Тазим
Джохор Дарул Тазим малайск. Kelab Bola Sepak Johor Darul Ta'zim — малайзийский футбольный клуб из города Джохор-Бару (столица Джохора), на данный момент выступает в Малайзийской Суперлиге. Является сильнейшим футбольным клубом Малайзии последних лет.

## История
Клуб был основан в 1972 год как PKENJ. В 2013 году воссоздан под сегодняшним именем.

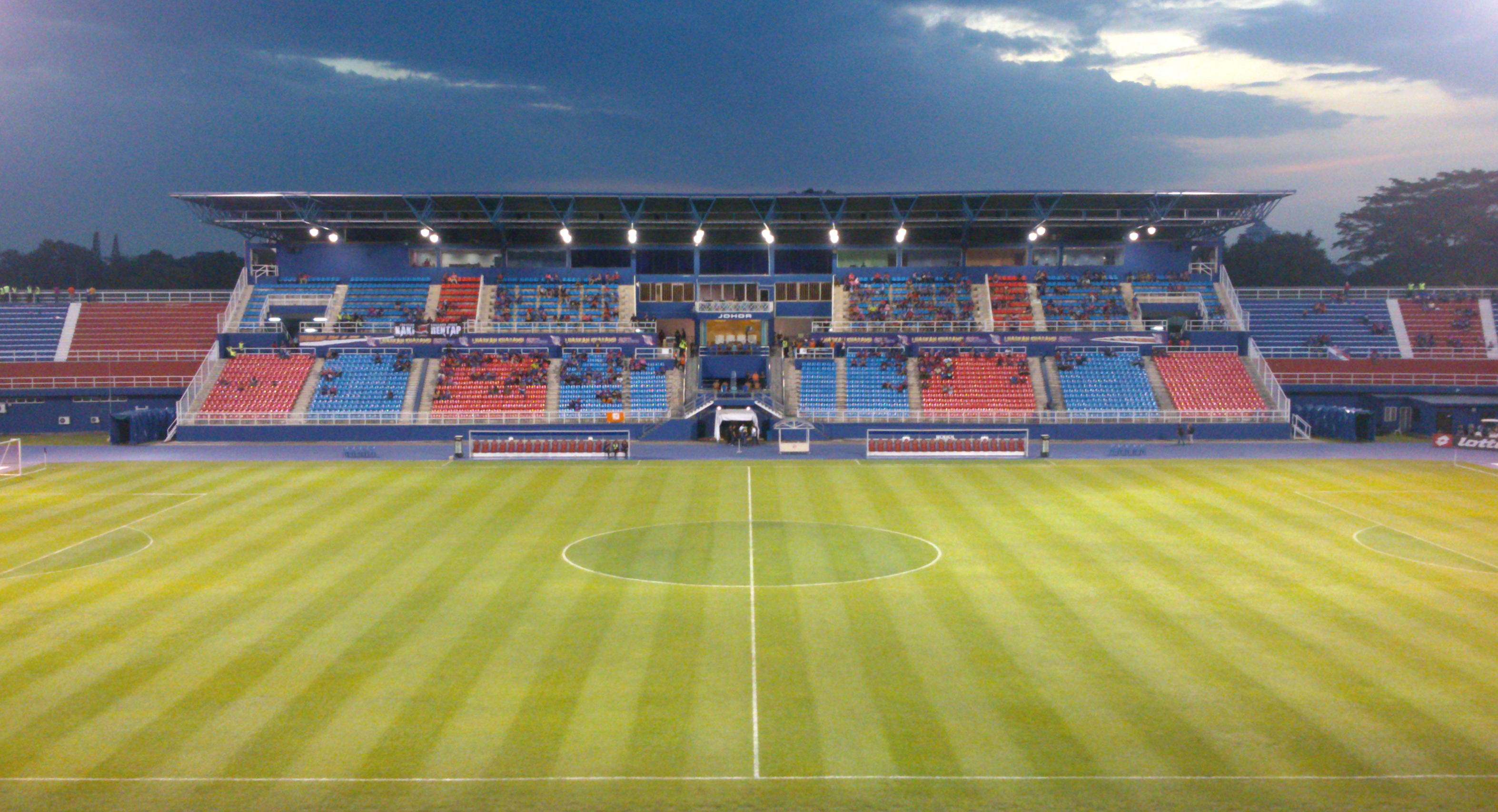
Стадион Ларкин

В 2015 году, в финале Кубка АФК 2015, «Джохор» одержал победу над «Истиклолом».

## Достижения
Домашние соревнования
- Малайзийская Суперлига
  - Чемпион (9): 2014, 2015, 2016, 2017, 2018, 2019, 2020, 2021, 2022
- Премьер-лига Малайзии
  - Чемпион (1): 2001
- Кубок Малайзии ФА
  - Обладатель (2): 2016, 2022
- Кубок Малайзии
  - Обладатель (3): 2017, 2019, 2022
- Суперкубок Малайзии
  - Обладатель (8): 2015, 2016, 2018, 2019, 2020, 2021, 2022, 2023

Международные соревнования
- Кубок АФК
  - Обладатель (1): 2015

## Знаменитые игроки
- Артуро (2012)

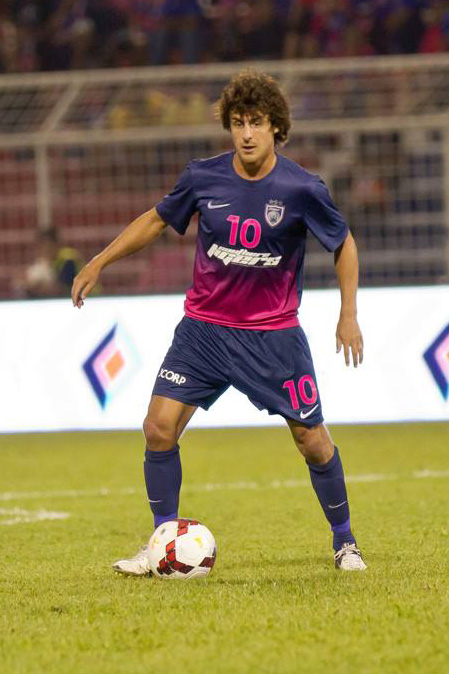
Пабло Аймар в футболке «Джохор»

- Даниэль Гуиса (2012—2013)
- Симоне Дель Неро (2013)
- Сафи Сали (2013—2016)
- Пабло Аймар (2013—2014)
- Лусиано Фигероа (2014—2015, 2018)